# Key Largo (Floryda)
Key Largo – jednostka osadnicza w Stanach Zjednoczonych, w stanie Floryda, w hrabstwie Monroe, na archipelagu Florida Keys, nad Oceanem Atlantyckim.